# Interoceptie
Interoceptie is het vermogen van een organisme om prikkels van binnenuit het eigen lichaam waar te nemen. Veelal betreft dit het detecteren van tekorten en overschotten aan opneembare en uitstootbare stoffen. Het interoceptieve zintuigstelsel is diffuus verdeeld over diverse ingewanden. Waarnemen met dit zintuig kent bewoordingen die samenhangen met het type stof dat aangevuld of uitgestoten dient te worden. Bijvoorbeeld ademhalen en zich dorstig voelen. 

## Functie van interoceptie
De hoofdfunctie van interoceptie is het terugkeren naar de homeostatische toestand van de concentratie aan bepaalde voor de overleving van het organisme noodzakelijke stoffen.
Anders gezegd, dit zintuig zorgt ervoor dat het organisme zoveel stoffen aan het 'milieu  exterieur' onttrekt en zoveel afvalstoffen aan het 'milieu exterieur' afgeeft, dat het de voor zijn overleving noodzakelijke evenwichtstoestand van zijn 'milieu interieur' in stand houdt. 
Interoceptie is levensvoorwaardelijk. De interoceptieve prikkel van het glucosetekort drijft dieren en mensen bijvoorbeeld voort om hun daardoor opgewekte hongergevoel met voedsel te stillen. De honger is gestild zodra de prikkels van het voldoende gevuld zijn het verzadigingsgevoel hebben opgewekt. 

## Werking van de interoceptie
Het interoceptieve zintuig werkt door het meten van positieve of negatieve afwijkingen van het na te streven  evenwichtsniveau van de concentratie van bepaalde stoffen. 
De stofconcentratiemetingen geschieden met behulp van chemo- of mechanoreceptoren. Chemische metingen gebeuren veelal aan de hand van de stroperigheid of aan de hand van de relatieve hoeveelheid opgeloste stof in de bloedbaan. Interoceptieve mechanosensatie treedt veelal op door drukmeting aan de (uitgezette) wand van de holte waarin de aan te vullen of af te stoten stof zich bevindt. 
De door interoceptie in actiepotentialen omgezette prikkels gaan naar de hersengebieden die verantwoordelijk zijn voor het reguleren van de tekort-aanvulling of van de overschot-verwijdering. Die regulatie geschiedt door stof-aanvullende of stofuitstotende gedragingen van het organisme aan te sturen. Het ademcentrum stuurt bijvoorbeeld de opdracht naar diverse borstspieren om samen te trekken (voor aanvullen met zuurstofrijke lucht), of om los te laten (voor verwijderen van zuurstofarme en kooldioxiderijke lucht).

## Soorten interoceptieve prikkels
De soorten prikkels die de interoceptieve waarneming opwekken zijn op verschillende manieren in te delen. Dit zou het soort en de toestandsfase van de door het organisme met de buitenwereld uit te wisselen stof kunnen  zijn (gasvormig, vloeibaar, vast), maar ook of er sprake is van een tekort of een overschot. Er zijn vrij veel stoffen die met het milieu exterieur uitgewisseld worden, zie bijvoorbeeld urineren, ademhalen en herstellen van de bloedsuikerspiegel.

gezicht · gehoor · reuk · smaak · tast · evenwicht · proprioceptie · thermoceptie · nociceptie · interoceptie